# أكيهيكو تاكيشيجي
أكيهيكو تاكيشيجي (باليابانية: 竹重 安希彦) (مواليد 21 أغسطس 1987)، هو لاعب كرة قدم ياباني سابق كان يلعب كحارس مرمى.

## وصلات خارجية
- أكيهيكو تاكيشيجي على موقع رابطة كرة القدم اليابانية للمحترفين (اليابانية)
- أكيهيكو تاكيشيجي على موقع قاعدة بيانات كرة القدم.إي يو (الإنجليزية)
- أكيهيكو تاكيشيجي على موقع Soccerway.com (الإنجليزية)
- أكيهيكو تاكيشيجي على موقع عالم كرة القدم.نت (الإنجليزية)
- أكيهيكو تاكيشيجي على موقع كووورة